# Comunità montana Alto Tanaro Cebano Monregalese
La comunità montana Alto Tanaro Cebano Monregalese era una delle sei comunità montane della provincia di Cuneo.

## Storia
Nata il 1º gennaio 2011 dall'accorpamento in un unico ente di tre diverse comunità montane, copriva un'area di 1018,37 km², fornendo servizi a più di 27 000 cittadini.
L'ente è stato soppresso, insieme alle altre comunità montane del Piemonte, con la Legge regionale 28 settembre 2012, n. 11.

## Geografia fisica

### Territorio

Il logo dell'ente

Sul totale di 1018,37 km², 947,33 km² di territorio facente capo a questa comunità montana è classificato come superficie montana, mentre 375,78 km² come superficie svantaggiata.
La quota minima si ha a Niella Tanaro, con 305 m s.l.m. mentre la massima a Briga Alta, con 2651 m s.l.m. Essendo notevole l'escursione altimetrica, si distinguono tre diverse tipologie di territorio: fondovalle, media valle ed alta valle, ognuna con caratteristiche peculiari.
Sono presenti inoltre due parchi di una certa rilevanza: la Riserva naturale speciale delle Sorgenti del Belbo e il Parco naturale del Marguareis.

## Le comunità accorpate
Prima della fondazione di questo, il territorio era suddiviso fra tre diversi enti, aventi sede a Ceva, Vicoforte e Garessio. Nella prima è rimasta la sede legale dell'attuale comunità montana, mentre le altre due sono divenute sedi periferiche fino a luglio 2011.

### Comunità montana Valli Mongia, Cevetta e Langa Cebana
Ubicata nella parte orientale della provincia, era composta fin dalla nascita da venti comuni, per una superficie complessiva di 240,71 km² e una popolazione di circa 11 000 abitanti (censiti nel 2001). aveva sede a Ceva e vi facevano capo i comuni di Battifollo, Castellino Tanaro, Castelnuovo di Ceva, Ceva, Cigliè, Igliano, Lesegno, Lisio, Marsaglia, Mombasiglio, Montezemolo, Paroldo, Priero, Roascio, Rocca Cigliè, Sale delle Langhe, Sale San Giovanni, Scagnello, Torresina e Viola.

### Comunità montana Alta Valle Tanaro
Posta sul confine fra provincia di Cuneo, Provincia di Imperia e provincia di Savona, aveva sede a Garessio. Comprendeva i comuni di Bagnasco, Briga Alta, Garessio, Nucetto, Ormea, Perlo, Priola in alta val Tanaro e i due comuni di Alto e Caprauna in val Pennavaira sul versante ligure.

### Comunità montana Valli Monregalesi
Estesa su una superficie di 396,73 km², interessava una popolazione di circa 20 000 abitanti. Riuniva i territori delle valli delle Alpi Liguri e della collina tra Langhe ed Alpi a sud di Mondovì. Aveva sede a Vicoforte, e vi facevano parte i comuni di Briaglia, Frabosa Soprana, Frabosa Sottana, Monastero di Vasco, Monasterolo Casotto, Montaldo di Mondovì, Niella Tanaro, Pamparato, Roburent, Roccaforte Mondovì, San Michele Mondovì, Torre Mondovì, Vicoforte e Villanova Mondovì.